# Tonawanda (New York)
Tonawanda je grad u američkoj saveznoj državi New York. Prema popisu stanovništva iz 2010. u njemu je živjelo 15.130 stanovnika.